# Messerschmitt Me 265
O Messerschmitt Me 265 foi um projecto da Messerschmitt para conceber um Zerstörer (caça-pesado), que pudesse ser usado pela Luftwaffe, durante a Segunda Guerra Mundial. Este projecto surgiu por causa do falhanço que se tornou o Messerschmitt Me 210, porém o projecto foi abandonado em prol do mais convencional Messerschmitt Me 410.